# Finger Eleven

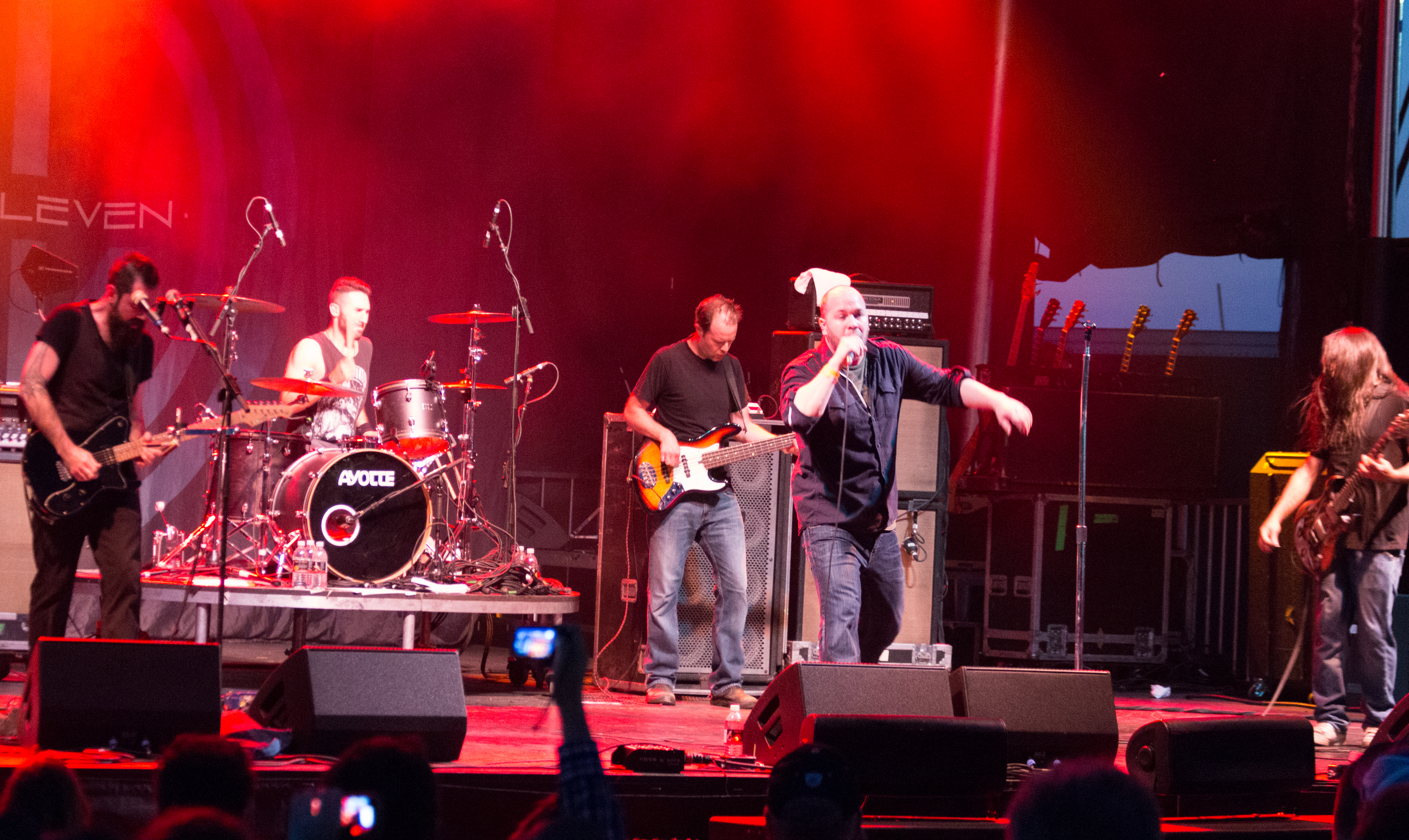
Finger Eleven 2017.

Finger Eleven är ett kanadensiskt alternativ rock-band som grundades 1994. Bandet hette från början Rainbow Butt Monkeys och deras debutalbum Letters From Chutney utgavs 1995. Bandet bytte namn till nuvarande Finger Eleven inför släppet av andra albumet, Tip, 1997.

## Medlemmar
Nuvarande medlemmar
- Scott Anderson – sång (1990–)
- Rick Jackett – gitarr (1990–)
- James Black – gitarr, sång (1990–)
- Sean Anderson – basgitarr (1990–)
- Steve Molella – trummor (2014–)

Tidigare medlemmar
- Rich Beddoe – trummor, slagverk (1998–2013)
- Rob Gommerman – trummor, slagverk (1990–1998)

Studiomusiker
- Chris Powell – trummor (2014)

## Diskograf
Studioalbum
- 1995 – Letters From Chutney (som Rainbow Butt Monkeys)
- 1998 – Tip
- 2000 – The Greyest Of Blue Skies
- 2003 – Finger Eleven
- 2007 – Them vs. You vs. Me
- 2010 – Life Turns Electric
- 2015 – Five Crooked Lines

Singlar
- 1995 – "Circles" (som Rainbow Butt Monkeys)
- 1995 – "Danananana" (som Rainbow Butt Monkeys)
- 1996 – "As Far As I Can Spit" (som Rainbow Butt Monkeys)
- 1997 – "Tip"
- 1998 – "Quicksand"
- 1999 – "Above"
- 2000 – "First Time"
- 2000 – "Drag You Down"
- 2000 – "Bones + Joints"
- 2002 – "Slow Chemical"
- 2003 – "Good Times"
- 2003 – "One Thing"
- 2004 – "Absent Elements"
- 2004 – "Stay In Shadow"
- 2004 – "Thousand Mile Wish"
- 2007 – "Paralyzer"
- 2007 – "Falling On"
- 2007 – "I'll Keep Your Memory Vague"
- 2008 – "Talking to the Walls"
- 2010 – "Living in a Dream"
- 2011 – "Whatever Doesn't Kill Me"